# Tetrahydrokanabinol
Tetrahydrokanabinol (anglicky tetrahydrocannabinol, zkráceně THC, též delta-9-tetrahydrokanabinol) je jeden z více než osmdesáti kanabinoidů a je hlavní psychoaktivní látkou nacházející se především v květenství konopí. V čisté formě má THC podobu průhledných krystalků, které se po zahřátí stanou lepkavými. THC je špatně rozpustný ve vodě, avšak je dobře rozpustný v organických rozpouštědlech (např. ethanolu či hexanu) a tucích. Hlavní biologicky aktivní stereoizomer, (−)-trans-Δ⁹-THC (konfigurace 6aR,10aR) se ve farmacii označuje názvem dronabinol (INN).
Poprvé byl delta-9-tetrahydrokanabinol izolován v čisté podobě v šedesátých letech prof. Raphaelem Mechoulamem. V té době bylo navrženo i schéma biosyntézy kanabinoidů. Základem syntézy kanabinoidů je reakce terpenových sloučenin. Například reakce, kdy geranylpyrofosfát reaguje s kyselinou olivetovou a vzniklý metaprodukt se štěpí na kyselé formy CBD (kanabidiol) a CBC (kanabichromen). Z CBD pak vzniká THC v kyselé formě.
V přírodním konopí se vyskytuje ve formě THCA (tetrahydrokanabinolová kyselina), kde má ještě navíc karboxylovou skupinu, navázanou na benzenovém jádře. Aby se THCA stalo psychoaktivní, je třeba odštěpit karboxylovou skupinu (dekarboxylovat) a přeměnit na THC. To se provádí buďto prostřednictvím ethanolu, hexanu, toluenu, lipidů nebo zahřátím alespoň na 105 °C.[zdroj?]
V České republice má 1. ledna 2025 vstoupit v platnost zákon o psychomodulačních látkách, který má omezit neregulovaný obchod a zneužívání těchto látek. Zákon umožní dospělým nakupovat produkty s obsahem THC.[zdroj?]

## Oblasti léčebného využití
THC má analgetické vlastnosti, ulevuje od chronické
a neuropatické bolesti.
Pomáhá ulevovat od symptomů, kterými trpí pacienti s AIDS a rakovinou procházející chemoterapií tím, že zvyšuje chuť k jídlu a snižuje pocity nevolnosti. 
Má neuroprotektivní vlastnosti,
po jeho aplikaci dochází např. u Parkinsonovy choroby k menšímu poškození buněk
a zpomaluje postup amyotrofické laterální sklerózy.
Mnoha pacientům s roztroušenou sklerózou pomáhá THC se symptomy spasticity a třesu.
U pacientů s Touretteovým syndromem snižuje skóre závažnosti tiků.
Výzkumy potvrzují, že THC selektivně působí na zhoubné nádorové buňky, zatímco ignoruje buňky zdravé, čímž působí hlouběji než syntetická alternativa. Klinická studie z roku 2006 demonstrovala zmenšení objemu tumoru u pacientů s vracejícím se mnohočetným glioblastomem.
Podle studie z roku 2009 způsobuje THC smrt různých rakovinných buněk v lidském mozku procesem známým jako autofagie.
Existují také jiné, syntetické, kanabinoidy podobné THC, používané jako léčiva v některých zemích, např. nabilon (obchodní název Cesamet).[zdroj?]

## Toxicita
| Zvířata        | Způsob podání             | LD50 [mg/kg] |
| -------------- | ------------------------- | ------------ |
| krysa          | orálně                    | 666          |
| krysa (samec)  | orálně                    | 1270         |
| krysa (samice) | orálně                    | 733          |
| krysa          | inhalace                  | 42           |
| krysa          | injekčně do dutiny břišní | 373          |
| krysa          | nitrožilně                | 29           |
| myš            | nitrožilně                | 1023         |
| myš            | orálně                    | 482          |
| myš            | injekčně do dutiny břišní | 168          |
| opice          | nitrožilně                | 128          |
| pes            | orálně                    | 525          |